# 拉维亚纳
拉维亚纳，是西班牙阿斯图里亚斯的一个市镇。总面积131平方公里，总人口14531人（2001年），人口密度111人/平方公里。